# Trichopetalum chosmalensis
Trichopetalum chosmalensis är en sparrisväxtart som beskrevs av Encarnación Rosa Guaglianone och Belgrano. Trichopetalum chosmalensis ingår i släktet Trichopetalum och familjen sparrisväxter. Inga underarter finns listade i Catalogue of Life.